# Municipio de Tappan
El municipio de Tappan (en inglés: Tappan Township) es un municipio ubicado en el condado de Phillips en el estado estadounidense de Arkansas. En el año 2010 tenía una población de 1500 habitantes y una densidad poblacional de 3,14 personas por km².

## Geografía
El municipio de Tappan se encuentra ubicado en las coordenadas 34°20′37″N 90°52′49″O / 34.34361, -90.88028. Según la Oficina del Censo de los Estados Unidos, el municipio tiene una superficie total de 477.87 km², de la cual 457,38 km² corresponden a tierra firme y (4,29 %) 20,49 km² es agua.

## Demografía
Según el censo de 2010, había 1500 personas residiendo en el municipio de Tappan. La densidad de población era de 3,14 hab./km². De los 1500 habitantes, el municipio de Tappan estaba compuesto por el 32,87 % blancos, el 64,27 % eran afroamericanos, el 0,2 % eran asiáticos, el 1,13 % eran de otras razas y el 1,53 % eran de una mezcla de razas. Del total de la población el 2,33 % eran hispanos o latinos de cualquier raza.